# Schottikon
Schottikon (toponimo tedesco) è una frazione del comune svizzero di Elsau, nel Canton Zurigo (distretto di Winterthur).

## Storia

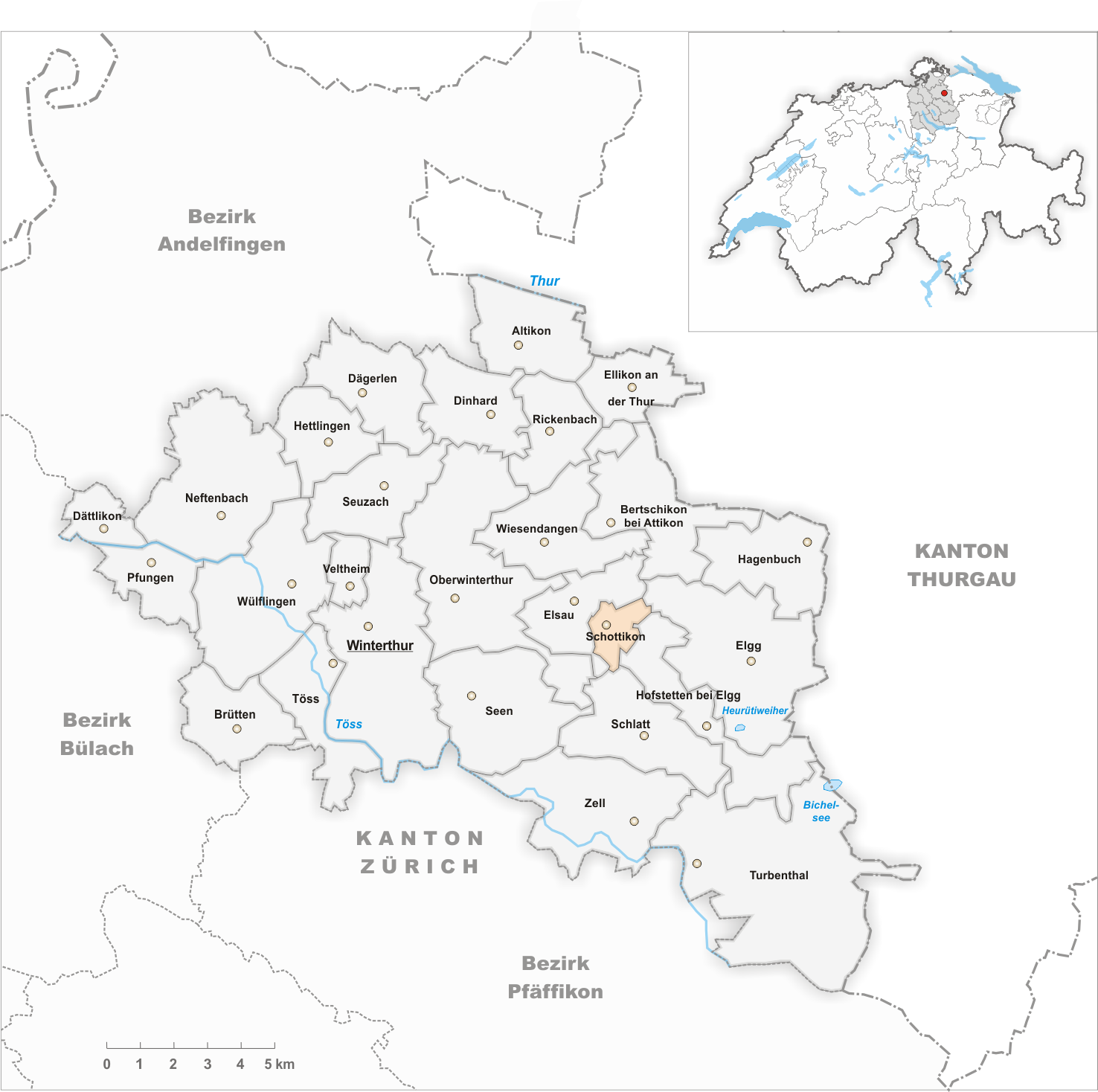
Il territorio del comune di Schottikon prima degli accorpamenti comunali del 1922

Già comune autonomo che comprendeva le frazioni di Oberschottikon e Unterschottikon, nel 1922 è stato accorpato al comune di Elsau.

## Società

### Evoluzione demografica
L'evoluzione demografica è riportata nella seguente tabella:
Abitanti censiti

## Infrastrutture e trasporti

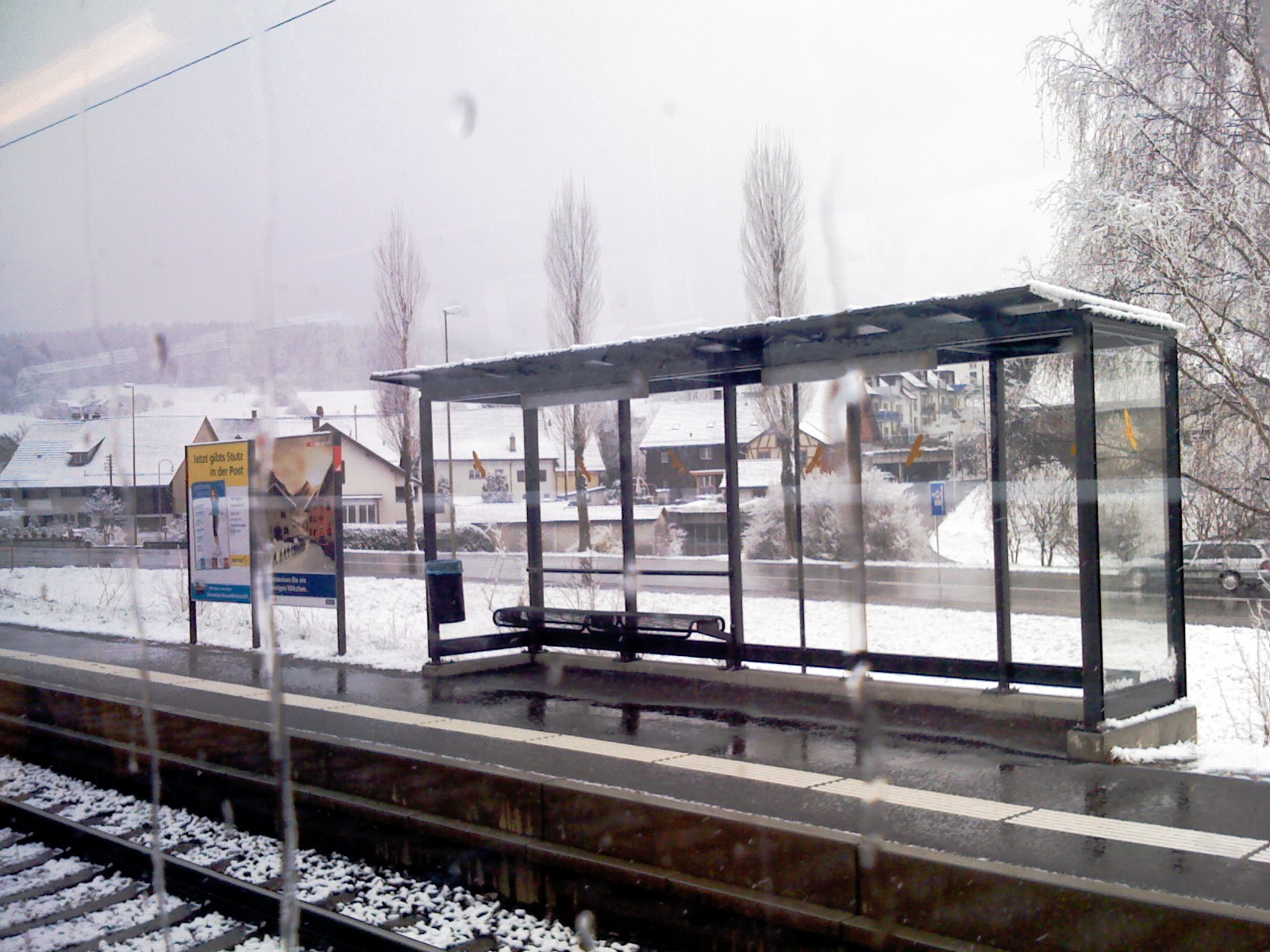
La stazione di Schottikon

Schottikon è servito dall'omonima stazione sulla ferrovia San Gallo-Winterthur (linea S35 della rete celere di Zurigo).

## Amministrazione
Ogni famiglia originaria del luogo fa parte del cosiddetto comune patriziale e ha la responsabilità della manutenzione di ogni bene ricadente all'interno dei confini del comune.